# (4429) Chinmoy
(4429) Chinmoy ist ein Asteroid des Hauptgürtels, der am 12. September 1978 vom russischen Astronomen Nikolai Stepanowitsch Tschernych am Krim-Observatorium in Nautschnyj (IAU-Code 095) entdeckt wurde.
Der Asteroid gehört zur Nysa-Gruppe, einer nach (44) Nysa benannten Gruppe von Asteroiden (auch Hertha-Familie genannt, nach (135) Hertha).
(4429) Chinmoy wurde nach dem bengalischen Schriftsteller, Dichter und Philosophen Sri Chinmoy (1931–2007) benannt.

## Weblinks

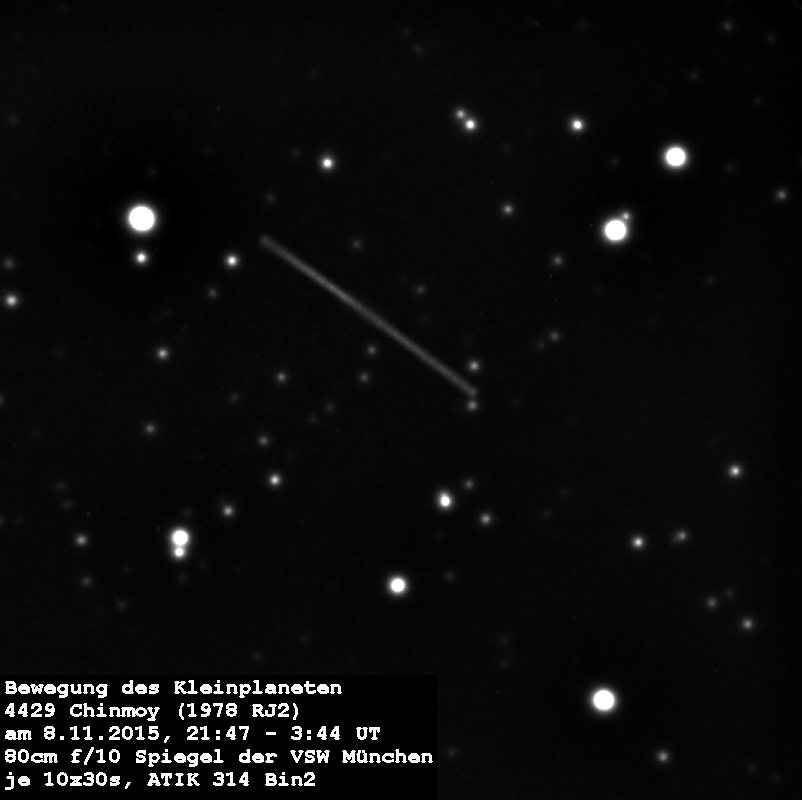
Bild 4429 Chinmoy